# Kenny (Argentina)
Kenny é uma localidade do partido de Carmen de Areco, da Província de Buenos Aires, na Argentina.